# آمورای نونس
آمورای نونس (به پرتغالی: Amaury Nunes) هافبک، مهاجم اهل برزیل است که در شهر ریودو ژانیرو و در تاریخ ۲۶ ژانویهٔ ۱۹۸۳ به دنیا آمده‌است.
آمورای نونس در تیم‌های فوتبال Bangu Atlético Clube سابقهٔ حضور دارد.